# (37386) 2001 WG29
2001 WG29 (asteroide 37386) é um asteroide da cintura principal. Possui uma excentricidade de 0.13781350 e uma inclinação de 8.52846º.
Este asteroide foi descoberto no dia 17 de novembro de 2001 por LINEAR em Socorro.